# Lissa (Ouaka)
Lissa est une commune rurale de la préfecture de la Ouaka, en République centrafricaine. Elle s’étend à l’est de la ville de Grimari.

## Géographie
Elle est située à l'ouest de la préfecture de la Ouaka. La plupart des villages sont localisés sur les axes routiers rayonnants à l’est et au sud de Grimari.
|           | Koudou-Bégo |                |
| Pouyamba  | Lissa       | Pladama-Ouaka  |
| Galabadja | Kouango     | Azengué-Mindou |

## Villages
Les villages principaux de la commune sont : Kandja (ou Lakandja), Takobanda, Lingoubanda, Zongayassi et Dambagoua. 
La commune compte 41 villages en zone rurale recensés en 2003 : Andjihoropou, Azouimba, Belengo, Dambagoua, Djangala, Gueme, Independant, Kakolingui, Kandja 1, Kandja 2, Kandja 3, Kandja 4, Kandja 5, Kandja 6, Kombele, Kongologbadja, Kongue, Koropo, Kossingou, Kpetene, Lingoubanda, Mangoada, Mangouye, Matoungou, Mbadjia, Mbalipou, Mette, Morobanda, Moyemoga, Ndomanga, Ngbanguere, Ngoada-Outagba, Ngreko, Poundeko, Takobanda, Yabita, Yaketche, Yaligou, Yassoro, Zongayassi, Zouniyaka.

## Éducation
La commune compte 2 écoles publiques : école Ouandama à Kombélé et à Lakandja.